# Hrvatsko katoličko akademsko društvo Hrvatska
Hrvatsko katoličko akademsko društvo Hrvatska je društvo osnovano u Beču 12. svibnja 1903., koje je djelovalo u inozemstvu.
Među utemeljiteljima i pokretačima bili su mladi krčki svećenik Ivan Butković i dr. 
Predstavlja djelovanje Hrvatskog katoličkog pokreta u inozemstvu i prethodio je domovinskom djelovanju. Odmah po osnutku razmatralo se organiziranjem katoličke mladeži u hrvatskoj domovini.
Prvu je skupštinu održalo 28. veljače 1904. godine. Suosnivač i prvi pokretač Ivan Butković razmatrao je organiziranje cjelokupnog hrvatskog đaštva. Za to ostvariti, predložio je neka se održi sastanak mladih katolika u Zagrebu. Butković i Kamilo Dočkal su radi toga pisali zagrebačkim studentima bogoslovlja o tome kako je potrebno organizirati katoličko đaštvo i inteligenciju u domovini.
Listopada 1905. HKAD Hrvatska upustilo se u nakladništvo. Prvo su objavili Almanah Nepredavana predavanja. Pretkraj iste godine objavili su list Luč, a to je bilo nakon što se HKAD-u Hrvatska priključio student filozofije Ljubomir Maraković.
Na jednoj svojoj sjednici koja se je održala 18. veljače 1906. odlučilo da će se održati veliki sastanak hrvatskog katoličkog đaštva odnosno zbor hrvatske katoličke mladeži na Trsatu. Ovaj je zbor mladeži bio početkom hrvatskog katoličkog pokreta u Hrvatskoj.